# Ulvivok, Sokal
Ulvivok (în ucraineană Ульвівок) este un sat în comuna Teleaj din raionul Sokal, regiunea Liov, Ucraina.

## Demografie
Componența lingvistică a localității Ulvivok
     Ucraineană (99,46%)
     Alte limbi (0,54%)
Conform recensământului din 2001, majoritatea populației localității Ulvivok era vorbitoare de ucraineană (99,46%), existând în minoritate și vorbitori de alte limbi.